# Adustina
Adustina är en kommun i Brasilien.   Den ligger i delstaten Bahia, i den östra delen av landet, 1 200 km nordost om huvudstaden Brasília. Antalet invånare är 15 706.
Omgivningarna runt Adustina är huvudsakligen savann. Runt Adustina är det ganska glesbefolkat, med 23 invånare per kvadratkilometer.